# Исторический район
Истори́ческий райо́н, истори́ческая ме́стность — территория в пределах существующего населённого пункта, на которой расположены здания и сооружения, имеющие историческую, историко-археологическую, архитектурную и иную культурную ценность, а также местность, где расположены эти населённые пункты в краях (странах, регионах) и государствах.

## В Европе и США
В ряде стран странах охранные зоны в исторических районах (англ. historic district, heritage district) получают специальную правовую защиту, ограничивающую или запрещающую строительные работы.

## На постсоветском пространстве
Наряду с базовым значением, как синонима понятий охранная зона, объект культурного наследия, на постсоветском пространстве понятие «исторический район» получило дополнительное узкое значение. В топонимическом срезе под историческим районом понимают особую разновидность урбанонимов — имён собственных внутригородских топографических объектов. В этой коннотации под «исторической местностью» (территорией, районом) краеведы подразумевают географические названия местностей и имена населённых пунктов, существовавших в предыстории на территории соответствующего современного крупного города или его городских районов. В структуре адреса записывается как территория.
Возникнув в Союзе ССР, наибольшее развитие этот раздел краеведения получил в Ленинграде-Петербурге, где в силу исторических обстоятельств вопросы городской топонимики получили систематическое исследование уже в конце 1920-х годов, всегда широко освещались в справочной («Весь Ленинград»), научно-популярной («Почему так названы») и специальной литературе, а с 1990-х годов при Правительстве Санкт-Петербурга действует постоянная Топонимическая комиссия. В 2003 году была издана «Топонимическая энциклопедия Санкт-Петербурга»
Аналогичные направления исследований и публикаций по местной урбанонимии развиваются вплоть до настоящего времени также в Москве, Киеве, Новосибирске и ряде других крупнейших городах бывшего СССР, однако научно-методологические центры, подобные Топонимической комиссии Санкт-Петербурга, в них отсутствуют.
Топонимическая комиссия при правительстве Санкт-Петербурга, а также ориентирующиеся на неё авторы научных и популярных изданий используют для именования соответствующих объектов на территории города словосочетание исторический район. Тавтология, возникающая при наличии нескольких исторически вложенных друг в друга «районов» («исторический район Малая Охта, ныне входящий в состав Красногвардейского района, представляет собой часть исторического района Охта, относившемуся к историческому району „Охтенский участок“»), часто заставляет заменять эту неудачную конструкцию, изобретённую Топонимической комиссией Петербурга, на эквиваленты, используемые краеведами Москвы и Киева: историческая местность, историческая территория, или исторический топоним.
Более широкое видение понятия исторического района используется в форме культурно-исторического района, состоящего из культурно-исторических ландшафтов.